# Cypriano de Rore
Cipriano De Rore, of Cypriano, Cypriaan en Cyprien De Rore (Ronse, 1515 of 1516 - Parma, tussen 11 september en 20 september 1565) was een componist. Hij was een representatieve vertegenwoordiger van de vijfde generatie van de Franco-Vlaamse School van  polyfonisten, van na Josquin des Prez, wier componistenloopbaan zich eveneens in Italië afspeelde, en die bepalend was voor de ontwikkelingen van de muziekstijlen van de late Renaissance. De Rore was ook een van de meest vooraanstaande componisten van madrigalen.

## Leven
Cipriano De Rore werd geboren in Ronse, een stad in Vlaanderen, als zoon van Celestinus Rore en Barbara Van Coppenolle. Hij had minstens twee broers, Franciscus en Celestinus. Over zijn muzikale opleiding staat niets bekend. Sommige onderzoekers vermoeden een band met Margaretha van Parma, die opgroeide in Oudenaarde, en in 1533 naar Napels trok om er te trouwen met een lid van de Medici-familie. De Rore zou haar hebben vergezeld, waarbij hij wellicht in Italië ook wat opstak van de musici daar, net zoals andere componisten uit de Lage Landen zoals Orlando di Lasso of Giaches de Wert in die tijd naar Italië trokken. Het is ook mogelijk dat hij zijn opleiding veeleer in Antwerpen heeft genoten. Wellicht studeerde hij in Venetië bij Adriaan Willaert, die toen kapelmeester was van de San Marcobasiliek, al is daar geen direct bewijs voor. Wel wordt hij in bepaalde manuscript vermeld als een 'discipel' van Willaert. In 1542 was De Rore in Brescia, waar hij waarschijnlijk bleef tot 1546. In die periode begon hij naam te maken als componist. Hij gaf succesrijk madrigalen uit en twee boeken met motetten.
In 1545 kwam hij als zangmeester in dienst bij hertog Ercole II d'Este in Ferrara. Luca Marenzio (1553/1554-1599) en Giaches de Wert (1535-1596) waren zijn leerlingen, zo ook Luzzasco Luzzaschi, het belangrijkste lid van wat op een dag de meest avant-gardistische muzikale instellingen van het Italië van de late Renaissance zou worden. Een bedankbrief van Albrecht uit 1557 waarin hij Ercole II d'Este uitdrukkelijk bedankt voor De Rores Missa Praeter rerum seriem getuigt van zijn belang.
De Rore keerde slechts twee keer terug naar de Nederlanden, in 1558 om zijn ouders te bezoeken, en in 1559 om zijn schoonzus te helpen na de dood van zijn broer Celestinus. Tijdens dat eerste bezoek stopte hij in München aan het hof, waar aartshertog Albrecht V steeds een enthousiast bewonderaar was geweest van De Rores composities. Een prachtig versierd manuscript met uitsluitend composities van De Rore en verlucht met miniaturen van Albrecht, zijn vrouw Anna én de componist getuigen van deze bewondering. De Rore poseerde er voor Hans Muelich, een van de twee overgebleven portretten van de componist, en maakte er wellicht kennis met Orlando di Lasso, die er de hofkapel leidde.
Toen Ercole in 1559 stierf, bood De Rore diens opvolger Alfonso zijn diensten aan, maar de nieuwe hertog weigerde en wees Francesco dalla Viola in de plaats aan. Daarom moest Cypriaan op zoek naar een andere broodheer. Die vond hij van 1560 tot 1563 bij Margaretha van Parma, landvoogdes der Nederlanden, in Brussel en haar echtgenoot hertog Ottavio Farnese in Parma. 
Deze functie heeft hij misschien te danken aan twee stadsgenoten, Hermes Van Wynghene en Karel Van der Beken die respectievelijk lid van de privé-raad van de regentes en keizerlijk secretaris waren. 
Toen Adriaan Willaert in 1563 stierf, werd Cypriano De Rore zijn opvolger als kapelmeester van de San Marcobasiliek, maar hij bood al in 1564 zijn ontslag aan en ging terug naar Parma, waar hij stierf in 1565.

## Werken en invloed
De Rore is het bekendst omwille van zijn Italiaanse madrigalen, maar hij was ook een productief componist van geestelijke muziek, zowel van missen als van motetten. Josquin des Prez was zijn uitgangspunt en hij ontwikkelde vele technieken vertrekkend van de stijl van de oudere componist. Zo gebruikt hij thema's uit twee missen van des Prez (Missa Vous ne l'aurez pas en Missa Praeter rerum seriem) in zijn eigen miscomposities. In de Missa vivat felix Hercules gebruikt De Rore de techniek van soggetto cavato, waarin de klinkers van de tekst overeenkomen met de klinkers van de daarbijhorende muzieknoot. Het aanzien van De Rores missen mag blijken uit het feit dat de Missa Praeter rerum seriem onder leiding van Orlando di Lasso uitgevoerd werd op het huwelijk van de Beierse vorst Wilhelm V met Renate van Lorraine in 1568, drie jaar na de dood van de componist.
Van De Rore kennen we vijf missen, ongeveer 100 kerkelijke en wereldlijke motetten, verschillende psalmen, en een zetting van de Johannespassie. 
Als componist van madrigalen verwierf De Rore echter blijvende roem. Hij was verreweg de meest invloedrijke madrigalist van het midden van de zestiende eeuw. Hij schreef er meer dan 120 verdeeld over tien afzonderlijke boeken, uitgegeven tussen 1542 en 1565; andere madrigalen werden apart gepubliceerd tot lang na de dood van de componist. Vooral zijn Ancor che col partire was heel populair: er bestaan meer dan twintig verschillende instrumentale versies van, en het werk vormde de basis voor latere missen van onder andere Philippe de Monte, Jachet de Mantoue en Balduin Hoyoul, en voor een Magnificat van Orlando di Lasso. 
Meestal zijn de madrigalen van De Rore vier- of vijfstemmig, met een voor zes stemmen, een voor zeven en een voor acht. Vooral de vijfstemmige madrigalen, uitgegeven in drie boeken in 1542, 1544 en 1548, maakten van hem een van de innovatiefste componisten van zijn tijd. De geest van zijn composities neigt naar ernstig, in het bijzonder in contrast met het lichtzinnige karakter van het werk van de oudere generatie madrigalisten zoals de Nederlanders, Jakob Arcadelt en Philippe Verdelot. De Rore behoorde tot de tweede generatie madrigalisten. 
De Rore was een gesofisticeerd contrapuntist en wendde canonische technieken toe, imitatie, en alle mogelijkheden van de polyfonie zoals ze zich sinds de vroege zestiende eeuw hadden ontwikkeld met het doel wereldlijke teksten op muziek te zetten. De vorming van de chromatiek, later door Gioseffo Zarlino (1517–1590), de leraar van Girolamo Frescobaldi, nog intensiever toegepast, is tegelijk een neerslag van de humanistisch-antiquiserende tendens, en een nabootsing van de chromatiek en enharmoniek van de antieke Griekse muziek. In het midden van de zestiende eeuw was chromatiek het compositorische neusje van de zalm geworden. De invloed van De Rores stijl is goed aanwijsbaar in het werk van Lassus, Palestrina, Philippus de Monte en zelfs bij een veel latere componist als Claudio Monteverdi.
Volgens Alfred Einstein, in "The Italian Madrigal" (1949):
- "De Rores werkelijke, geestelijke opvolger was Monteverdi. Rore bezit de sleutels tot de hele ontwikkeling van het Italiaanse madrigaal na 1550."

De Rore componeerde wereldlijke Latijns motetten en dat is een vrij ongewone "cross-over"-vorm in het midden van de 16de eeuw, parallel met het geestelijke madrigaal, de "madrigale spirituale". Stilistisch zijn deze motetten verwant aan zijn madrigalen.
De muziek van "il divino Cipriano', zoals hij vaak in lofrede gedichten of voorpagina's van gedrukte muziek wordt verwezen werd zelfs heruitgegeven tot het einde van de 16e eeuw.  In 1595, zijnde dertig jaar na zijn dood, werd in Venetië een postume madrigaaldruk gepubliceerd, wat wijst op de moderniteit en de blijvende relevantie van zijn muziek.

## Werken
Zijn werk werd door Bernhard Meier vanaf 1959 opnieuw volledig uitgegeven in de reeks Corpus Mensurabilis Musicae.
- Vijf missen
- Ca. 65 motetten
- Zeven psalmen en Magnificats
- Eén Johannespassie
- 5 boeken met vijfstemmige Madrigali cromatici (1542-1566)
- Vier- tot vijfstemmige madrigalen Le vive fiamme (1565)